# 인디 팝
인디 팝(영어: Indie pop, Alt pop)은 1980년대 중반 영국에서 유래된 얼터너티브 록 음악의 한 장르이다. 뿌리가 되는 밴드로는 1980년대 초반 스코틀랜드의 포스트카드 레코드 소속 포스트 펑크 밴드 (조셉 케이(Josef K)와 오렌지 주스)와 1980년대 중반 영국의 대표 인디 밴드 스미스가 있다. 인디 팝은 펑크 록의 직접 만들기 정신과 이념에 영향을 받았다. 그런 영향은 팬진(fanzine), 음반 레이블, 그리고 클럽과 정기적인 공연을 만들어 낼 수 있었다. 인디 팝이 인디 록과 구별 되는 점은 보다 멜로디가 강하고, 덜 귀에 거슬리며, 상대적으로 고뇌적이지 않다는 것이다.

## 같이 보기
- 인디 록